# Caspar Schott
Caspar Schott (auch Gaspar Schott oder Kaspar Schott; * 5. Februar 1608 in Königshofen; † 22. Mai 1666 in Würzburg) war Jesuit, wissenschaftlicher Autor und Pädagoge der Barockzeit.

## Leben und Wirken
Caspar Schott besuchte das Würzburger Jesuitengymnasium und trat 1627 selbst dem Orden bei. Bei seinen Studien in Würzburg lernte er Athanasius Kircher kennen. 1631 flohen die Jesuiten vor den nahenden schwedischen Truppen. Schott wurde vom Orden nach Palermo geschickt, um seine Studien abzuschließen. Er blieb 20 Jahre in Sizilien als Lehrer für Mathematik, Philosophie, Moraltheologie an der Jesuitenschule in Palermo. 1652 sandte ihn der Orden nach Rom als Unterstützung für die wissenschaftlichen Arbeiten Kirchers. Er entschloss sich, Kirchers Arbeiten zu publizieren. 1655 kehrte er als Professor ans Würzburger Gymnasium zurück, wo er zeitlebens Mathematik und Physik unterrichtete. Er war Hofmathematiker und Beichtvater des Kurfürsten Johann Philipp von Schönborn. Seine Forschungen in Würzburg machten ihn, bezeugt von Albert von Koelliker und Ignaz Döllinger, zudem zu einem Pionier der experimentellen Physiologie.

Rechenkasten Cistula

Als steter Bewunderer und Mitarbeiter des Universalgelehrten Athanasius Kircher veröffentlichte er zahlreiche Werke, die sich z. T. unmittelbar auf das Material seines Lehrers stützen. Seine ausschließlich lateinischen Schriften beruhen nicht auf eigenen Erkenntnissen, sondern beziehen sich stets auf sein großes Vorbild. Die enge Zusammenarbeit mit Kircher zeigt sich in der Wiederverwendung der Illustrationen aus dessen Werken.
Schott trat mit führenden Wissenschaftlern in Briefkontakt, darunter Otto von Guericke, Christiaan Huygens, Robert Boyle. 1655 erhielt er von Kurfürst Johann Philipp von Schönborn, der Erzbischof von Mainz und Fürstbischof von Würzburg war, die von Guericke auf dem Reichstag in Regensburg 1654 vorgestellten Luftpumpen, die Schönborn nach der Vorführung gekauft hatte. Schott stellte sie der Gelehrtenwelt im Anhang Experimentum Novum Magdeburgicum zu seiner ersten Veröffentlichung der Arbeiten Kirchers Mechanica hydraulico-pneumatica 1657 vor. An einer zweiten Veröffentlichung Technica curiosa wirkte Guericke selbst mit und es wurden neue Experimente mit der Luftpumpe bekannt gemacht. In der Vorrede zu diesem Werk schrieb Schott: „Ich trage kein Bedenken, es aufrichtig und getrost zu gestehen, dass ich etwas Bewundernswerteres in dieser Art weder je gesehen noch gehört, noch gelesen, noch mir vorgestellt und gedacht habe, und ich glaube, dass unter der Sonne noch nie ähnliche – geschweige denn wundervollere Dinge vom Anfang der Welt an gesehen worden sind. Dies ist auch das Urteil der großen Fürsten und der gelehrtesten Männer, welche ich damit bekannt gemacht habe.“ Guerickes eigenes Werk Experimenta Nova Magdeburgica de Vacuo Spatio erschien erst 1672. Schotts Zeitgenossen schätzten seine Bücher sehr. So wurde beispielsweise Robert Boyle aufgrund der 1664 erschienenen Technica Curiosa zu seinen Versuchen über die Elastizität von Luft angeregt, deren Ergebnisse Schott wiederum veröffentlichte. Der im oben genannten Titel erstmals erscheinende Begriff „Technik“ wurde wohl von Schott, in Wortangleichung an „Physik“, selbst erfunden.
In dem posthum erschienenen Werk Organum mathematicum beschreibt er den von ihm erfundenen Rechenkasten Cistula, mit dem man multiplizieren und dividieren kann.
Caspar Schott und sein Mentor Athanasius Kircher sind das Vorbild für den Jesuitenpater Caspar Wanderdrossel in Umberto Ecos Die Insel des vorigen Tages.

## Werke (Auswahl)
- Mechanica hydraulico-pneumatica. Schönwetter, Frankfurt am Main 1657 [1658].
- Magia universalis naturae et artis. 4 Bände (Optica; Acoustica; Thaumaturgus Mathematicus; Thaumaturgus Physicus) Schönwetter, Frankfurt 1657–59 [1658/59]. Deutsch Bamberg 1671.
- Cursus mathematicus. Schönwetter, Würzburg [Herbipoli] 1661.
- Physica curiosa, sive mirabilia naturae et artis libris XII. Endterus, Nürnberg 1662.
- Anatomia physico-hydrostatica fontium ac fluminum. Schönwetter, Frankfurt 1663.
- Arithmetica practica generalis ac specialis. Schönwetter, Frankfurt 1663.
- Joco-seriorum naturae et artis, sive magiae naturalis centuriae tres. Nürnberg 1664.
- Technica curiosa, sive mirabilia artis. Endterus, Nürnberg 1664
- Organum mathematicum libris IX. explicatum. Würzburg 1668. Digitalisiert: Organum Mathematicum. Herbipolis [Würzburg] 1668, Online-Ausgabe der Sächsischen Landesbibliothek-, Staats- und Universitätsbibliothek Dresden
- Magia optica, das ist Geheime doch Natur-mässige Gesicht- und Augen-Lehr. Franckfurt am Mayn 1677, Online-Ausgabe der Sächsischen Landesbibliothek – Staats- und Universitätsbibliothek Dresden
- Magia optica, Das ist Geheime doch naturmässige Gesicht- und Augen-Lehr, 1671, E-Book der Universitätsbibliothek Wien (eBooks on Demand)

## Werk- und Literaturverzeichnis
- Gerhard Dünnhaupt: Caspar Schott S.J. In: Personalbibliographien zu den Drucken des Barock. Band 5, Hiersemann, Stuttgart 1991, ISBN 3-7772-9012-2, S. 3810–3823